# 罗良 (元朝)
罗良，元朝将领，长汀（今福建省长汀县）人。
罗良散资募兵，担任长汀县尉，捕杀漳州山寇，解福州之围，元朝末年在闽将中功劳第一。至正十一年（1351年），署漳浦县主簿，至正十八年（1358年）为漳州路总管，至正二十一年（1361年）为福建行省参知政事，守漳州。至正二十二年（1362年），为行省右丞。又多次从海道将粮米运往京师，赐爵晋国公。陈有定主政福建，罗良给他写信：“足下官居参政，国家大臣，克复汀州，是尽到本职。燕只平章，是上司官员，足下逼迫他；郡县长官，是朝廷命官，足下自行改任；百司，是朝廷的设置，足下把他们当成奴仆臣。足下所收复郡县，得其仓库，收为自己的家财，嘴上说为国，心实为自己，不知道足下将要做郭子仪，还是曹孟德啊？”陈有定大怒，发兵攻漳州，罗良迎战马歧山，战败。陈有定进围漳州。罗良坚守一个多月，城陷，被杀。